# Angelo Tulik
Angelo Tulik (2 de diciembre de 1990) es un ciclista francés que fue profesional entre 2012 y 2019. Durante toda su carrera formó parte del equipo Total Direct Énergie.
En octubre de 2019 anunció su retirada tras ocho años como profesional.

## Palmarés
2011
- 1 etapa de la Vuelta Ciclista de Chile

2012
- 1 etapa de la Rhône-Alpes Isère Tour

2013
- 1 etapa del Tour de los Fiordos

2014
- La Roue Tourangelle[2]

## Resultados en Grandes Vueltas
| Carrera | Carrera         | 2012 | 2013 | 2014  | 2015 | 2016 | 2017 | 2018 | 2019 |
| ------- | --------------- | ---- | ---- | ----- | ---- | ---- | ---- | ---- | ---- |
|         | Giro de Italia  | —    | —    | 123.º | —    | —    | —    | —    | —    |
|         | Tour de Francia | —    | —    | —     | 91.º | Ab.  | 89.º | —    | —    |
|         | Vuelta a España | —    | —    | —     | —    | —    | —    | —    | —    |

—: no participa

Ab.: abandono